# ریچل کوری

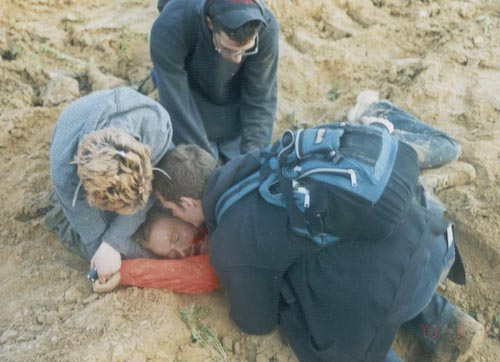
پیکر ریچل کوری پس از زیر گرفته شدن توسط بولدوزر اسرائیلی

راشل آلین کوری یا ریچل آلین کوری (به انگلیسی: Rachel Aliene Corrie) (۱۰ آوریل ۱۹۷۹–۱۶ مارس ۲۰۰۳) اهل اولمپیا، واشینگتن یک فعال صلح بود. او عضو آمریکایی جنبش اتحاد جهانی (ISM) بود که در طول انتفاضه الاقصی به عنوان یکی از فعالان این جنبش به نوار غزه رفت. ریچل هنگامی که بلدوزر نیروهای اسرائیل در نوار غزه قصد تخریب خانه‌های فلسطینیان را داشت و وی می‌خواست راه بلدوزر را سد کند، توسط بلدوزر زیر گرفته شد و کشته شد.
ریچل کوری فرزند کریگ و سیدنی کوری در المپیای واشینگتن بزرگ شد. از دبیرستان کپیتال فارغ‌التحصیل شد و سپس در دانشگاه اور گرین استیت کالج تحصیلات خود را ادامه داد. او در ابتدای ورود به دانشگاه به عضویت جنبش اتحاد جهانی (ISM) درآمد.
پس از فارغ‌التحصیلی به منظور شرکت در تظاهراتی که از سوی این جنبش برگزار شده بود به خاورمیانه، منطقه نوار غزه مسافرت کرد. پس از حضور در غزه دوره آموزش دو روزه مقاومت غیر خشونت‌آمیز و سپر انسانی را گذراند. در ایمیل‌هایی که به خانواده‌اش فرستاد، مسایلی را که شاهد آن بود شرح داد و از ناامیدی خود در مورد آن‌ها سخن گفت. در ۱۴ مارس ۲۰۰۳ در مصاحبه با شبکه خبری میدل ایست گفت:

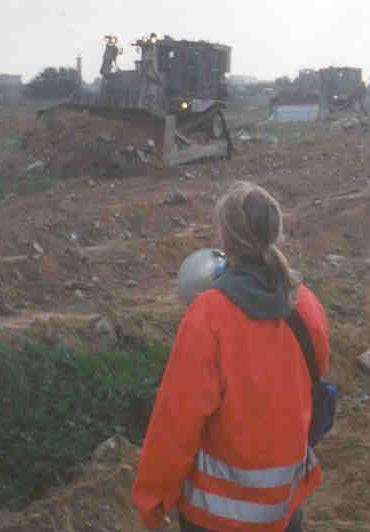
ریچل کوری در آخرین لحظات زندگی

احساس می‌کنم که شاهد نابودی سیستماتیک توانایی مردم برای بقا هستم. گاهی اوقات هنگام شام خوردن با مردم هستم و حس می‌کنم که انبوهی از تجهیزات نظامی اطراف ماست و قصد نابودی مردمی را دارند که با آن‌ها در حال صرف شام هستم.

## نام‌گذاری
- کشتی ریچل کوری
- انیمیشن پیام ریچل کوری